# 宮ノ越宿
宮ノ越宿（みやのこしじゅく）は、中山道36番目の宿場（→中山道六十九次）で、現在は長野県木曽郡木曽町日義。

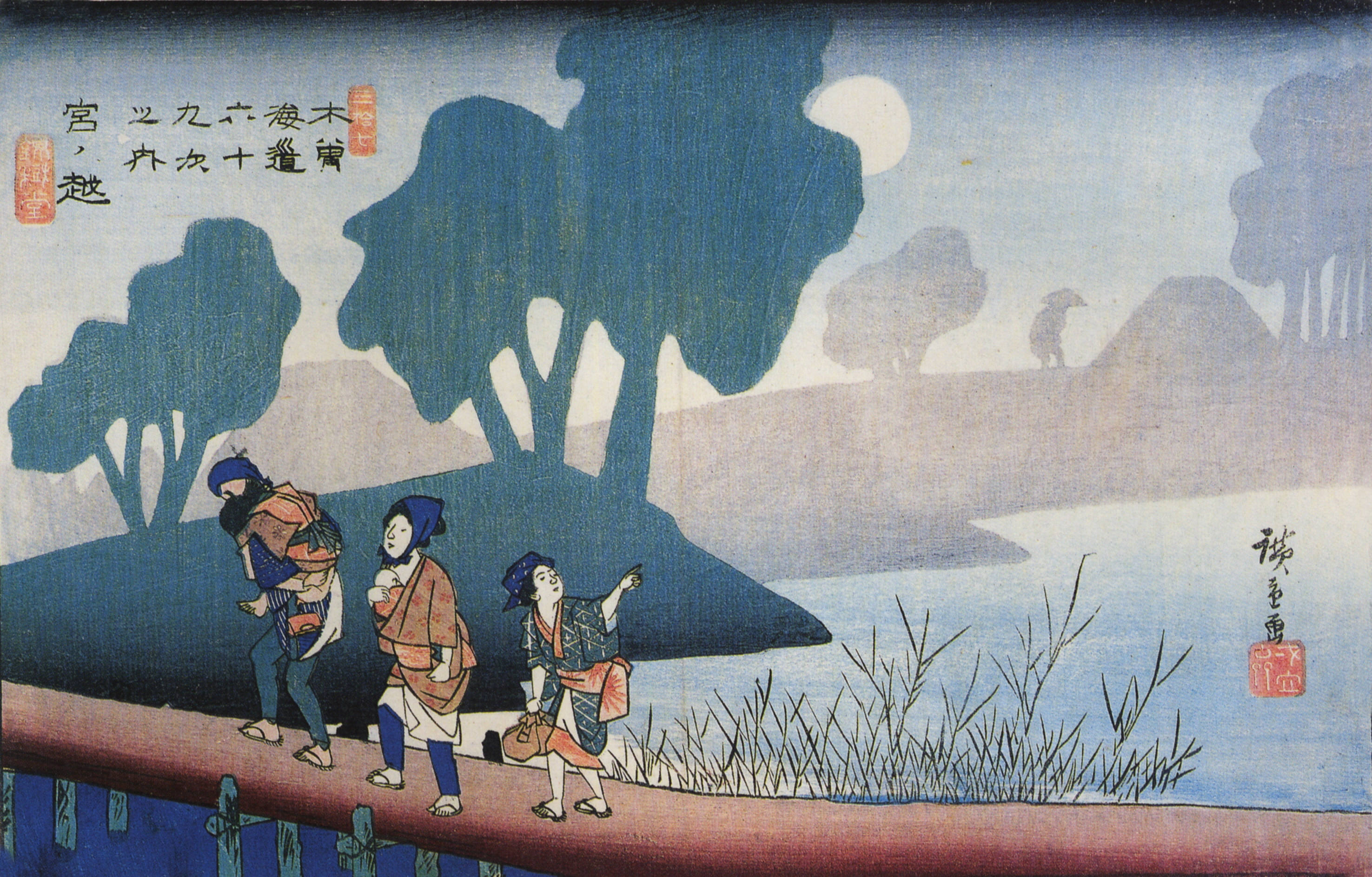
歌川広重「木曽海道六十九次・宮ノ越」

宿場関連の史跡よりも、木曾義仲関連の史跡が多い。かつては木曽川の水を使った用水が宿場内を流れていた。

## 特徴
天保14年（1843年）の『中山道宿村大概帳』によれば、宮ノ越宿の宿内家数は137軒、うち本陣1軒、脇本陣1軒、旅籠21軒で宿内人口は585人であった。

## 最寄り駅
- JR東海中央本線 宮ノ越駅

## 史跡・みどころ

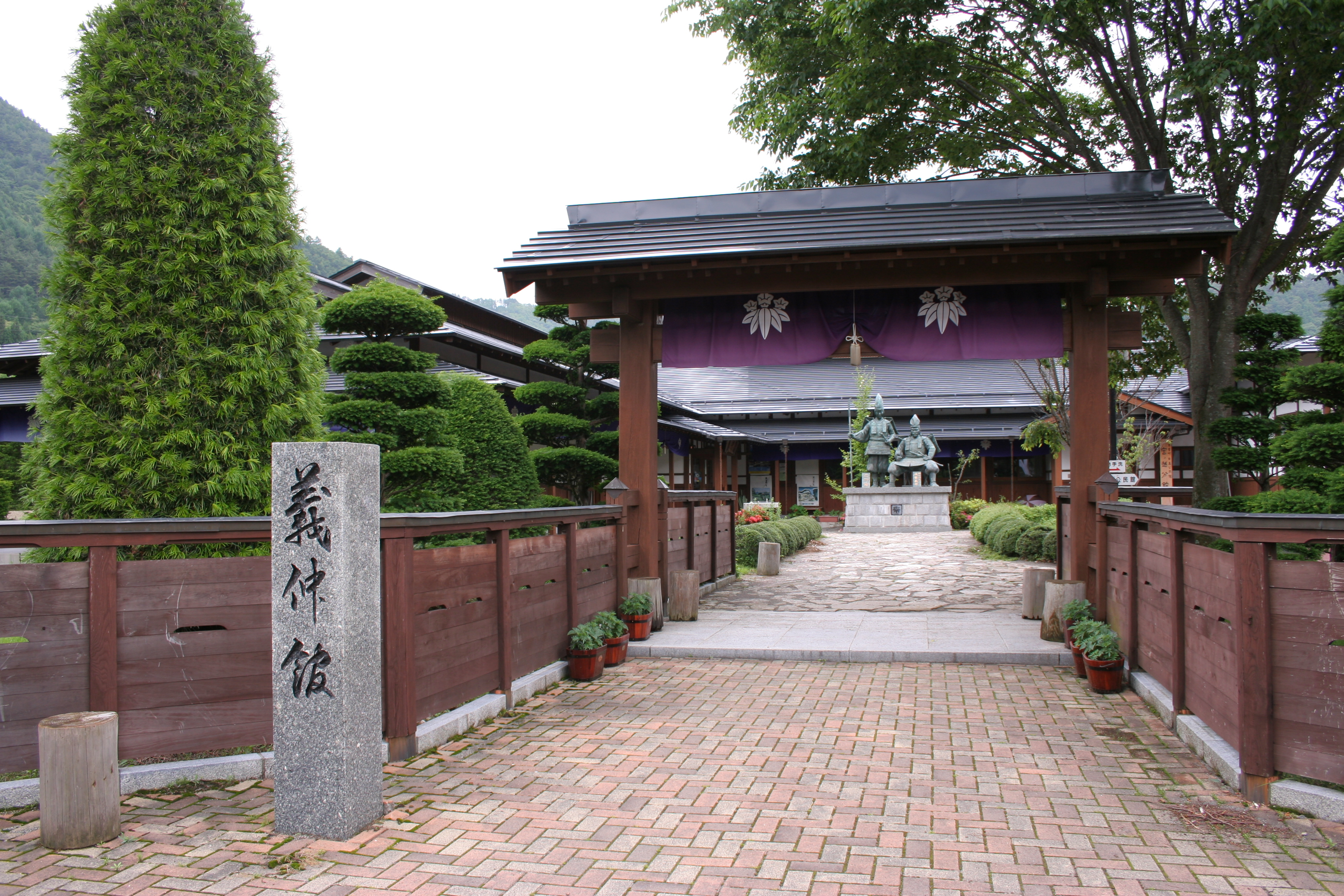
義仲館

木曽義仲と巴御前の像

巴が渕
木曽川が巴状に渦巻く渕であったことからこの名がある。巴御前がここで水浴をしたという伝説が残る。
旗挙八幡宮
木曾義仲旗挙の地。境内の欅は樹齢800年という。
義仲館（よしなかやかた）
1992年（平成4年）開館した資料館。
2021年「義仲と巴を後世に語り継ぐ資料館　アーティストによる義仲と巴の新しい伝承」としてリニューアルした。入口に義仲・巴御前の銅像が建つ。入館料は高校生以上-300円。
本陣跡
脇本陣・問屋跡
民家田中家
かつての旅籠
後膳水
江戸末期～昭和初期の井戸で明治天皇にこの水でお茶を献上したためこの名がある。

### 福島宿までの史跡・みどころ

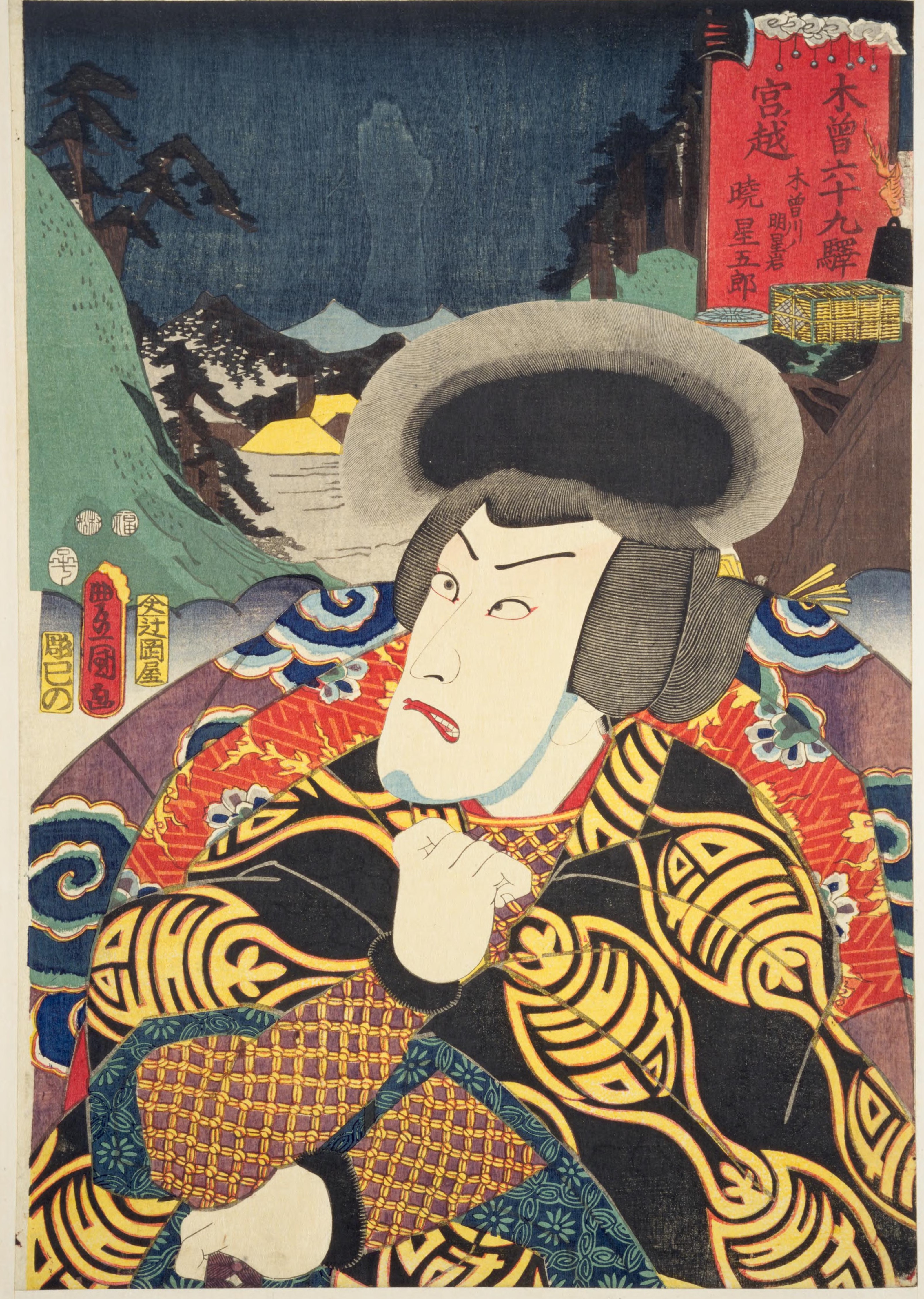
三代目歌川豊「宮ノ越木曽川ノ明星岩・暁星五郎」

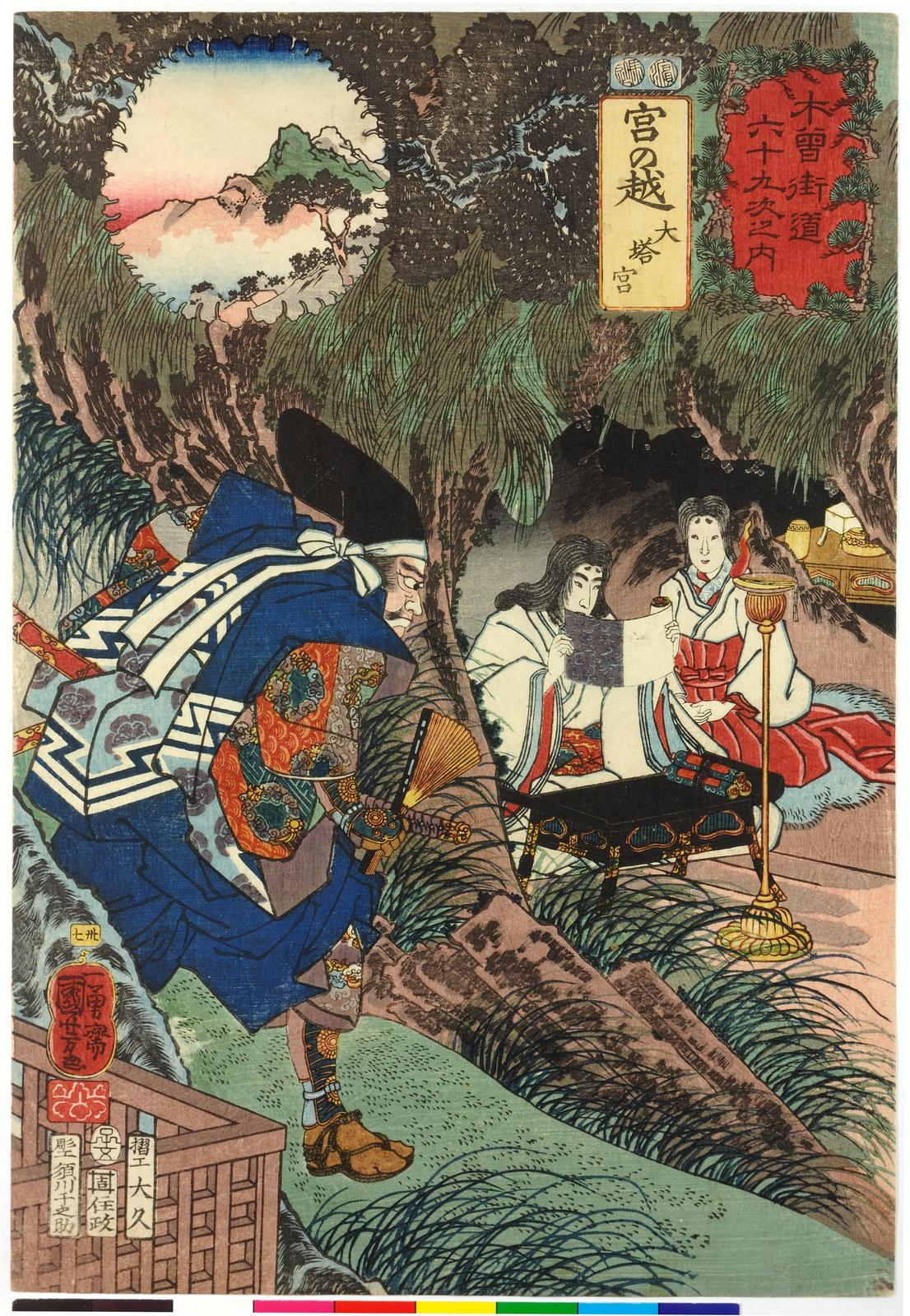
歌川国芳「木曽街道六十九次之内 宮の越」

ルートは中部北陸自然歩道となっている。
中央東・西線鉄路接続点
日義学校・日義村役場の跡でもある。
中山道中間点
江戸・京双方から67里38町。日義村による案内板が建つ。
手習天神
中原兼遠が義仲の学問の神として勧請した。
経塚
木曽代官、山村氏によるもの。

## ゆかりの人々
- 木曾義仲 - 宮ノ越宿周辺に義仲ゆかりの史跡が残る。
- 巴御前 - 義仲とともに戦場をかけた愛妾。巴が渕は伝説の地。

## 隣の宿
中山道
藪原宿 - 宮ノ越宿 - 福島宿